# Sebedražie
Sebedražie este o comună slovacă, aflată în districtul Prievidza din regiunea Trenčín. Localitatea se află la altitudinea de 335 m deasupra n.m., se întinde pe o suprafață de 8,44 km2 și în 2017 număra 1.736 de locuitori.

## Istoric
Localitatea Sebedražie este atestată documentar din 1245.

## Demografie
| An:                | 1994 | 2004   | 2014   | 2024   |
| ------------------ | ---- | ------ | ------ | ------ |
| Număr de persoane: | 1666 | 1726   | 1771   | 1666   |
| Diferență:         |      | +3,60% | +2,60% | −5,92% |

| An:                | 2023 | 2024   |
| ------------------ | ---- | ------ |
| Număr de persoane: | 1688 | 1666   |
| Diferență:         |      | −1,30% |